# Fizibius
Fizibius is een geslacht van hooiwagens uit de familie Assamiidae.
De wetenschappelijke naam Fizibius is voor het eerst geldig gepubliceerd door Roewer in 1961. 

## Soorten
Fizibius is monotypisch en omvat slechts de volgende soort:
- Fizibius proprius